# Somogyviszló
Somogyviszló község Baranya vármegyében a Szigetvári járásban.

## Fekvése
A község közúti távolsága Szigetvártól 10, Pécstől 44 kilométer; utóbbi felől a 6-os főúton, majd a Szigetvár-Kadarkút közti 6607-es úton, végül abból Somogyapátinál leágazva a 66 125-ös úton közelíthető meg. Közigazgatási területének nyugati szélét érinti a Vásárosbéc-Dióspusztára vezető 66 129-es számú mellékút is. Vasútvonal nem érinti. Szomszédai északon Somogyhárságy, keleten Szulimán, délkeleten Csertő, délen és nyugaton pedig Somogyapáti.
Földrajzi értelemben a Zselichez tartozik.

## Története
Somogyviszló (Viszló) nevét 1329-ben említették először Wyzlou módon írva nevét. Ekkor a Monoszló nemzetség tagjai, Gergely bán fiai, László és Dénes voltak a település birtokosai.
1330-ban a Monoszló nemzetségbeliek megosztoztak birtokaikon. A Somogyban levő viszlói, szentmargitai és újfalusi birtokukat kettéosztották, a Gácsmihályföldére, Zsibótra, Szentmihályra és Újfalura vonatkozó oklevelekből pedig másodpéldányt csináltattak. 1332-ben a Viszlaiak újból megosztoztak, Viszlót és tartozékait három részre osztva. Azonban közös maradt a Bőköz vizének halászata. Földjük mellett nyugati irányban a pécsi káptalannak is volt birtoka.
1333-ban papja 100 báni, 1334-ben 2 pensa báni, 1335-ben 40 báni pápai tizedet fizetett.
A település határában a régi helynevek közül a Bővíz (régi helyesírással Bwl víz) nevét ma is őrzi a csatornaszéli Bőszel, a Boglyaszeg (Bokyazegh) nevét pedig a falutól északkeletre fekvő Bokjó dűlőnév, melyek az 1885-ös katasztertérképen is fel voltak tüntetve.
Az 1950-es megyerendezéssel a korábban Somogy vármegyéhez tartozó települést a Szigetvári járás részeként Baranyához csatolták.

## Közélete

### Polgármesterei
- 1990–1994: Bérczes Mihály (független)[5]
- 1994–1998: Bérces Mihály (független)[6]
- 1998–2002: Bérces Mihály (független)[7]
- 2002–2006: Bérces Mihály (független)[8]
- 2006–2010: Bérces Mihály Kálmán (független)[9]
- 2010–2014: Czupor Zoltánné (független)[10]
- 2014–2015: Czupor Zoltánné (független)[11]
- 2015–2019: Szabó Béla György (független)[12]
- 2019–2024: Szabó Béla György (független)[13]
- 2024– : Szabó Béla György (független)[1]

A településen 2015. április 26-án időközi polgármester-választást kellett tartani, az előző polgármester halála miatt. Eredményt azonban aznap nem lehetett hirdetni, az első helyen kialakult szavazategyenlőség miatt: a meglehetősen nagy számú, összesen hét jelölt közül Szabó Béla György és Méhészné Márkus Mária is 38-at szerzett meg az érvényesen leadott 143 szavazatból. Az emiatt szükségessé vált újabb időközi választást július 19-én tartották meg, ezen már csak három jelölt állt rajthoz, a választói aktivitás is kicsit alacsonyabb volt, ez a helyzet pedig Szabó Béla Györgynek kedvezett jobban.

## Népesség
A település népességének változása:
| Lakosok száma | 254  | 242  | 234  | 235  | 229  | 224  | 221  | 219  |
|               | 2013 | 2014 | 2015 | 2019 | 2021 | 2022 | 2023 | 2024 |

A 2011-es népszámlálás során a lakosok 92%-a magyarnak, 1,2% cigánynak mondta magát (3,6% nem nyilatkozott; a kettős identitások miatt a végösszeg nagyobb lehet 100%-nál). A vallási megoszlás a következő volt: római katolikus 35,6%, református 20,4%, evangélikus 0,4%, felekezeten kívüli 35,6% (8% nem nyilatkozott).
2022-ben a lakosság 87,9%-a vallotta magát magyarnak, 3,6% cigánynak, 1,3% németnek, 0,4% szlováknak, 0,4% horvátnak, 4,9% egyéb, nem hazai nemzetiségűnek (8% nem nyilatkozott; a kettős identitások miatt a végösszeg nagyobb lehet 100%-nál). Vallásuk szerint 21% volt római katolikus, 17% református, 0,4% evangélikus, 6,7% egyéb katolikus, 19,2% felekezeten kívüli (35,7% nem válaszolt).

## Közigazgatás
Basallal, Patapoklosival, Somogyapátival és Somogyhatvannal közösen alkot körjegyzőséget.